# Douwe Blumberg
Douwe Blumberg is een Amerikaans kunstenaar die bronzen standbeelden maakt. Hij is vooral bekend van zijn beeld America's Response Monument die een Amerikaanse veteraan te paard afbeeldt. Hij is al aan het werk sinds 2000. Voor hij een kunstenaar werd, was hij gedurende 18 jaar een paardentrainer.

## Leven
Blumberg is geboren in Los Angeles, Californië. Zijn ouders waren amateurkunstenaars en zo kreeg hij zelf ook veel mee van hen. Tijdens zijn jeugd bracht hij verschillende jaren door in Europa en leerde hij er veel over de Westerse tradities in de kunst.
De kunstopleiding van Blumberg was een combinatie van traditionele scholing in kunst, privé-onderwijs en stages waarbij hij kon werken met verschillende stijlen en materialen. Al op jonge leeftijd ontdekte de houtbewerker James Conrad Dallas dat hij een talent had voor kunst. Hij was 35 jaar de privé-docent van Blumberg. Als tiener leerde hij voor 4 jaar aan de Universiteit van Zuid-Californië terwijl hij les kreeg in beeldhouwen, metaalbewerking en juwelen maken in de Idyllwild School of Music and the Arts. Hierna werkte hij bij een stichting waar hij bronzen beelden leerde maken.
Hij studeerde af als kunstenaar, maar ging professioneel een andere weg op. Hij werd paardentrainer op zijn ranch in Los Angeles. Toen hij toch zijn carrière in de kunst ging maken, verhuisde hij naar Noord Kentucky in 2001, waar hij nog altijd woont. Hij is getrouwd en heeft vier dochters.

## Professionele carrière
Vice president Joe Biden vertelde ooit in een speech dat Douwe Blumberg ‘America’s finest sculptor’ was. Dit zei hij in de speech toen ze het monument America’s Response Monument onthulden in New York.
Na zijn opleiding duurde het enkele jaren vooraleer Blumberg daadwerkelijk aan het werk ging als beeldhouwer. Hij begon als paardentrainer en maakte na enkele jaren kunstwerken op aanvraag. Toen hij op een weekend 600 dollar kreeg voor een paard dat hij getraind had en 6000 dollar voor een van zijn werken, gaf hij zijn carrière als paardentrainer op. Hij sloot zijn ranch in 2000 en begon voltijds beelden te maken.

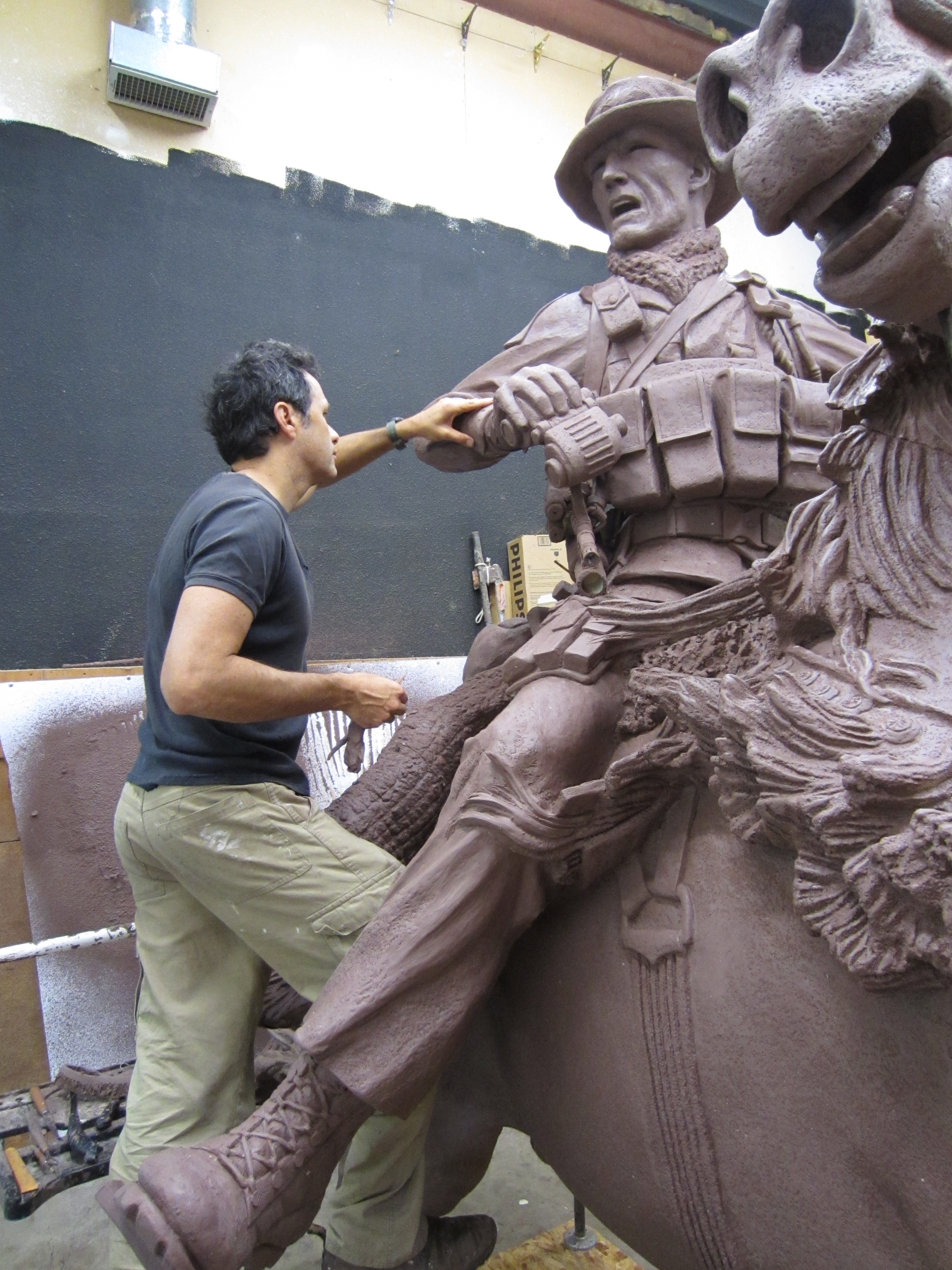
Douwe Blumberg terwijl hij werkt aan America's Response Monument.

Zijn bekendste werk is America’s Response Monument. Hij kwam op het idee om dit te maken door een foto die de overheid vrijgaf van Operation Enduring Freedom. Hierbij gingen Amerikaanse veteranen in Afghanistan de Taliban verslaan. Samen met Afghaanse rebellen reden ze te paard doorheen het land op zoek naar sleutelfiguren van de Taliban en Al Qaida. Op de foto is Bart Decker te zien te paard. Samen met zijn interesse in paarden en in geschiedenis, vooral de oorlogen, begon hij aan het standbeeld. Het originele werk kostte hem negen maanden om te maken en was 4,60m hoog. Het was een bronzen beeld van een Groene Baret die reed op een Afghaans paard.
Zijn werk kreeg veel aandacht. Enkele Wall Street bankiers die vrienden verloren tijdens de aanslag van 9/11 sponsorden hem om zijn werk groter te maken. Daarop maakte hij het America’s Response Monument, dat op 19 oktober 2012 onthuld werd door John Mulholland. Het werd voor het One World Trade Center gezet tegenover Ground Zero en 9/11 Memorial.

## Opdrachten
In 2011 werd Blumberg geselecteerd uit 200 kunstenaars om het Nevada State Veterans Memorial te maken voor de slachtoffers van de crash van Vlucht 5195 op Blue Grass Airport op 27 augustus 2006. Het bestond uit 18 grote bronzen beelden.

Vlucht 5191 Memorial.

Hij was ook geselecteerd door Special Forces Association, een stichting voor historische monumenten in de VS, en door Special Operations Association om een nieuw US Army Special Forces Monument te maken. Zijn werk werd geplaatst in Ft. Bragg in North Carolina en Washington DC.
Een andere opdracht was ‘The birds of Valencia’, een grote vlucht van vogels voor de Interex Companies in Los Angeles. Het staat nu in Bridgeport Marketplace, een winkelcentrum in Valencia, California.

## Prijzen
- In 2002 kreeg hij Leonard J. Meiselman award in Sculpture van de American Academy of Equine Artists.
- In 2003 kreeg hij de Loveland sculpture invitational en de ADEX design award.